# Montaña rusa (película)
Montaña rusa (Rollercoaster en V. O.) es una película estadounidense de suspense dirigida por James Goldstone en 1977 y protagonizada por George Segal, Richard Widmark, Henry Fonda y Timothy Bottoms.
Es una de las pocas producciones en ser proyectadas en formato sensurround, fenómeno que provoca vibraciones en los asientos del público en momentos de tensión del filme.

## Argumento
Un terrorista (Timothy Bottoms) cuyo nombre no se revela a lo largo del film y que solo aparece acreditado como "Young Man" (joven), provoca el pánico en un parque de atracciones después de colocar una bomba en una montaña rusa con el consecuente descarrilamiento fatal de los vagones.
El inspector Harry Calder (George Segal), tras el fatídico incidente, investiga las causas de lo que en apariencia es un "accidente" hasta que descubre que momentos antes de que diese inicio la atracción, un hombre no autorizado estuvo en las vías, descartando problemas estructurales.
Mientras tanto, el atacante vuelve a atentar contra otro parque, aunque esta vez sin víctimas mortales. Al no disponer de información sobre el sospechoso, Calder organiza una reunión con los propietarios de los principales parques de atracciones. En la sala destaca un contestador de voz en el que el criminal exige la entrega de un millón de dólares o de lo contrario seguirá con sus acciones.

## Reparto
- George Segal es Harry Calder.
- Richard Widmark es agente Hoyt.
- Timothy Bottoms es joven/terrorista.
- Henry Fonda es Simon Davenport.
- Harry Guardino es Keefer.
- Susan Strasberg es Fran.
- Helen Hunt es Tracy Calder.

## Producción
Esta película fue la tercera en ser proyectada en formato Sensurround. Durante las escenas de las montañas rusas se utilizaron amplificadores de baja frecuencia. Las anteriores producciones en utilizar el mismo formato fueron Earthquake, La batalla de Midway y Battlestar Galactica en 1974, 1977 y 1978 respectivamente.
La producción contó con el cameo de la banda Sparks, los cuales interpretaron dos temas del álbum Big Beat. En una entrevista concedida, el grupo declaró que salir en la película "fue el mayor error" de su trayectoria musical.

### Casting
La película marcó el debut de Helen Hunt con el personaje principal de Tracy Calder, hija del Inspector Harry y posible víctima del personaje antagonista. Steve Guttenberg tuvo un pequeño papel en la escena de la atracción Six Flags Magic Mountain. Otro actor que empezaba con su carrera fue Craig Wasson, el cual comparte tren con el terrorista en la atracción ya mencionada.
Otra colaboración fue la del locutor Charlie Tuna como MC en la atracción "Revolution".

### Localizaciones
El rodaje tuvo lugar en varios parques de atracciones a lo largo de la geografía estadounidense. Uno de ellos fue Ocean View Park en Norfolk, Virginia, aparecido en los primeros minutos. Aunque dicho parque está ubicado en Chesapeake Bay, en el film aparece situado en la región de la Costa Oeste. Goldstone se decantó por este centro en especial por su "aire clásico".
Kings Dominion, en Doswell, Virginia también fue seleccionado. A día de hoy todavía existen atracciones como el Shenandoah Lumber Company y el Rebel Yell, las cuales también aparecieron en el film. El último parque fue Six Flags Magic en Valencia, California.
En un principio se tenía pensado Kennywood Park como posible localización, sin embargo los propietarios de la organización rechazaron la idea tras leer el guion.
Varias escenas adicionales tuvieron lugar en Chicago.

## Recepción
La película compitió en cartel con Star Wars, taquillazo en 1977, sin embargo el éxito de esta primera fue moderado. No obstante las críticas fueron dispares. Desde Time Out London criticaron al director, al que definieron de "chapuza" por "estropear lo que pudo haber sido una película sensacional con un argumento banal". Por su parte, en Variety valoraron positivamente el film.